# Пашутін Олександр Сергійович
Олександр Сергійович Пашутін (рос. Пашутин Александр Сергеевич) — радянський і російський актор. Народний артист Російської Федерації (1999).
Фігурант бази даних центру «Миротворець».

## Життєпис
Народ. 28 січня 1943 р. у Москві.
Закінчив Школу-студію МХАТу (1968, майстерня П. Массальського).
Працював у театрах ім. М. Гоголя (1968—1981), ім. М. Єрмолової (з 1985).
З 1996 р. — у Театрі ім. Моссовєта.

### Відношення до війни
У березні 2022 року підписав звернення на підтримку військового вторгнення Росії в Україну.
У травні 2022 року Латвія заборонила Пашутіну в'їзд у країну через підтримку вторгнення та виправдання російської агресії.

## Фільмографія
Ролі в картинах українських кіностудій:
- «Міський романс» (1970)
- «Така вона, гра» (1976, лікар Сеня)
- «Єралашний рейс» (1977, кочегар)
- «Море» (1978, Леонід)
- «Довгі дні, короткі тижні...» (1980, 2 с)
- «Платон мені друг» (1981)
- «Ніч на четвертому колі» (1981)
- «Професія — слідчий» (1982, аферіст Федотов, партнер Ликіна)
- «Сімейна справа» (1982, т/ф)
- «Простір для маневру» (1982)
- «Подолання» (1983, інженер)
- «Петля» (1983, Михайло Іванович Жилкін)
- «Які ж ми були молоді» (1985)
- «Рок-н-рол для принцес» (1988)
- «Святе сімейство» (1997) та інші фільми…